# Cantone di Joux-la-Ville
Il Cantone di Joux-la-Ville è una divisione amministrativa degli arrondissement di Auxerre e di Avallon.
È stato istituito a seguito della riforma dei cantoni del 2014, che è entrata in vigore con le elezioni dipartimentali del 2015.

## Composizione
Comprende i comuni di:
- Accolay
- Arcy-sur-Cure
- Asnières-sous-Bois
- Asquins
- Bazarnes
- Bessy-sur-Cure
- Blannay
- Bois-d'Arcy
- Brosses
- Chamoux
- Châtel-Censoir
- Coulanges-sur-Yonne
- Coutarnoux
- Crain
- Cravant
- Dissangis
- Domecy-sur-Cure
- Festigny
- Foissy-lès-Vézelay
- Fontenay-près-Vézelay
- Fontenay-sous-Fouronnes
- Givry
- Joux-la-Ville
- Lichères-sur-Yonne
- Lucy-sur-Cure
- Lucy-sur-Yonne
- Mailly-la-Ville
- Mailly-le-Château
- Merry-sur-Yonne
- Montillot
- Pierre-Perthuis
- Précy-le-Sec
- Prégilbert
- Sacy
- Saint-Moré
- Saint-Père
- Sainte-Colombe
- Sainte-Pallaye
- Sery
- Tharoiseau
- Trucy-sur-Yonne
- Vermenton
- Vézelay
- Voutenay-sur-Cure